# Mokena
Mokena és una població dels Estats Units a l'estat d'Illinois. Segons el cens del tenia 18.669 habitants.

## Demografia
Segons el cens del 2000, Mokena tenia 14.583 habitants, 4.703 habitatges, i 3.912 famílies. La densitat de població era de 938,4 habitants/km².
Dels 4.703 habitatges en un 48,5% hi vivien nens de menys de 18 anys, en un 73,7% hi vivien parelles casades, en un 7,3% dones solteres, i en un 16,8% no eren unitats familiars. En el 14% dels habitatges hi vivien persones soles el 3,3% de les quals corresponia a persones de 65 anys o més que vivien soles. El nombre mitjà de persones vivint en cada habitatge era de 3,1 i el nombre mitjà de persones que vivien en cada família era de 3,46.
Per edats la població es repartia de la següent manera: un 32,4% tenia menys de 18 anys, un 7,1% entre 18 i 24, un 32,7% entre 25 i 44, un 21,5% de 45 a 60 i un 6,2% 65 anys o més.
L'edat mediana era de 34 anys. Per cada 100 dones de 18 o més anys hi havia 97,3 homes.
La renda mediana per habitatge era de 74.703 $ i la renda mediana per família de 82.599 $. Els homes tenien una renda mediana de 58.226 $ mentre que les dones 31.522 $. La renda per capita de la població era de 26.737 $. Aproximadament el 0,7% de les famílies i l'1% de la població estaven per davall del llindar de pobresa.

## Poblacions més properes
El següent diagrama mostra les poblacions més properes.